# 拉布敦 (蒙古)
拉布敦（？—？）蒙古族，籍贯不详，外蒙古喇嘛、政治人物。

## 生平
拉布敦是尼亚克图比利克图达喇嘛（Nyagt Biligt Da Lama）。
1912年11月3日，库伦的大蒙古国政府同俄国政府特使、前俄国驻华公使廓索維慈签订了《俄蒙协约》。此后，大蒙古国决定派代表团赴俄国致谢，并且继续争取俄国承认蒙古独立。该使团由外务大臣杭达多尔济亲王、希尔宁达木定贝子、外务部副大臣车林多尔济、外务部笔帖式巴布多尔济组成，于1913年1月11日抵达俄国圣彼得堡，并留在圣彼得堡直到1913年3月15日。其间，由于杭达多尔济亲王不在蒙古国内，拉布敦曾代理外务大臣。当时拉布敦的本职已不可考，但很可能是外务部副大臣。
1913年1月11日，西藏方面代表阿旺·德尔智同大蒙古国代表签订了相互承认独立地位的《蒙藏条约》，大蒙古国方面在条约上签字的是拉布敦（代理外务大臣、尼亚克图比利克图达喇嘛）、达木丁苏隆（外务部副大臣、将军、芒来巴特尔贝子）。